# Dendropsophus kamagarini
Dendropsophus kamagarini es una especie de anfibio de la familia Hylidae. Es endémica de Bolivia, Perú, y Brasil.
Sus hábitats naturales incluyen sabanas inundadas y cuerpos de agua permenentes y temporales. Científicos han lo visto entre 150 y 1696 metros sobre el nivel del mar.